# 겨울 나그네 (1986년 영화)
"겨울 나그네"는 1986년 공개된 대한민국의 멜로 영화이다.

## 배역
- 안성기(김현태 역)
- 이미숙(정다혜 역)
- 강석우(한민우 역)
- 이혜영
- 김영애(김영숙 역)
- 양택조
- 우형용(아역, 한영철)

## 줄거리
대학 시절 민우하고 다혜의 첫사랑이 시작되며 현태는 어두운 예감을 받으며 민우의 신상에 불행한 사건이 닥쳐온다. 
민우가 기지촌의 어둠속으로 잠적하여 기지촌의 은영과 애정을 느끼게 되며 다혜는 첫사랑의 비극을 감당할 수 없어 현태에게 의지하게 되면서 현태는 민우에 대한 순수하고 다혜를 향한 욕망이 충돌하는 양면성에 전율한다. 
민우는 또 한차례의 사건과 관련 오랜 감옥생활을 마치고 출감했을 때 은영은 그의 아이를 키우고 있었고, 현태와 다혜는 차츰 민우의 비극을 잊어간다. 
몇 년 후, 현태는 놀랍게 변모한 은영의 방문을 받으나 그녀의 입에서 민우의 충격적인 죽음이 전개 된다.

## 수상
- 1986년 제25회 대종상
  - 신인감독상 - 곽지균
  - 여우조연상 - 이혜영
- 1986년 제6회 한국영화평론가협회상
  - 신인상 - 곽지균